# Cyrtandra hematos
Cyrtandra hematos är en tvåhjärtbladig växtart som beskrevs av Harold St.John. Cyrtandra hematos ingår i släktet Cyrtandra och familjen Gesneriaceae. Inga underarter finns listade i Catalogue of Life.